# ペンブルックシャー
ペンブルックシャー(英語: Pembrokeshire、発音:ˈpɛmbrʊkʃɪər 、ウェールズ語: Sir Benfro)は、ウェールズ南西部のプリンシパル・エリア(州)。

## 地理

ペンブルックシャーの主要な町。人口が最も多いのはミルフォード・ヘイヴンである

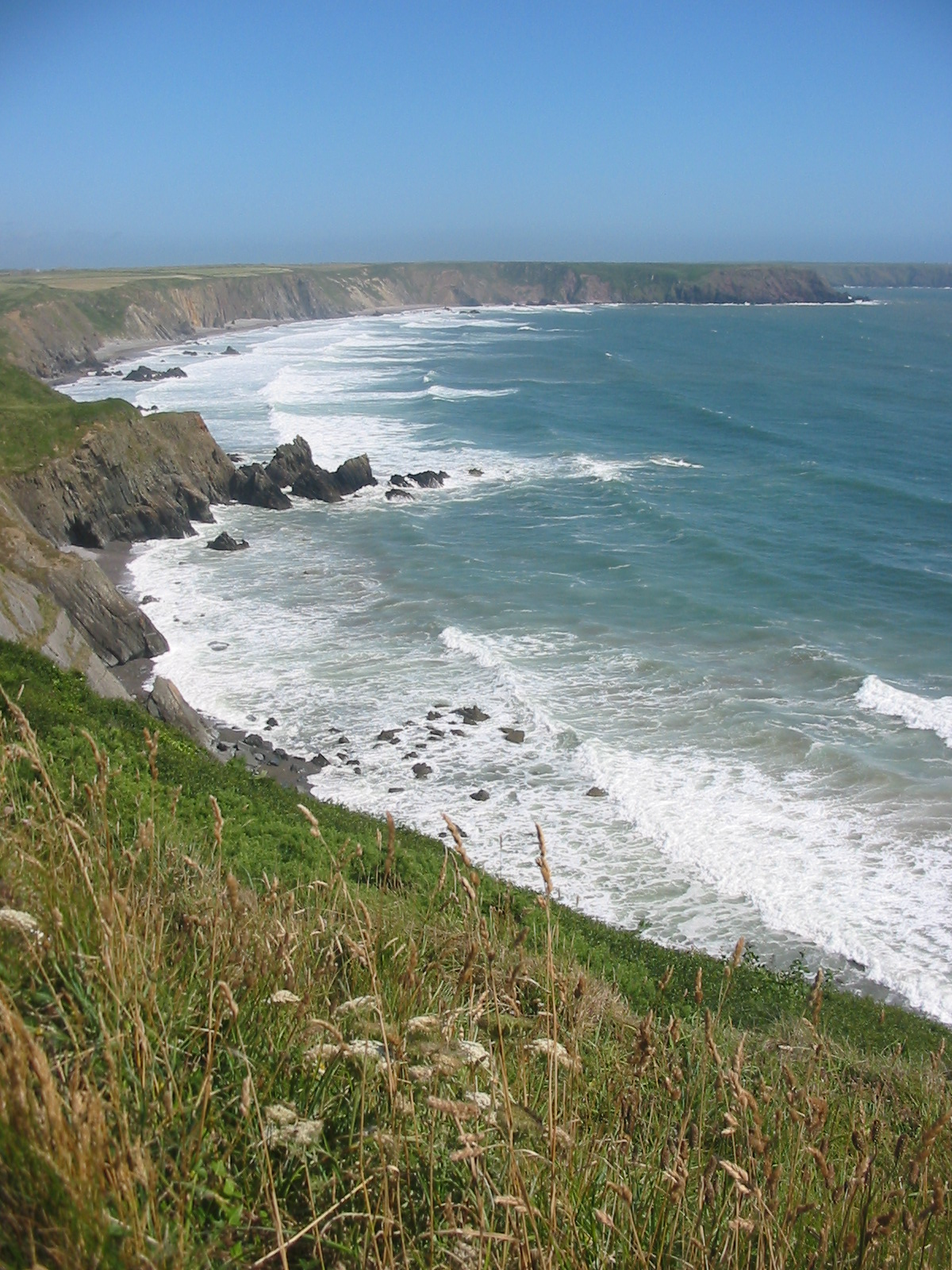
マーローズ半島

ペンブルックシャーは海に面した州で、西を大西洋、陸をケレディジョン、カーマーゼンシャーと接している。
2017年の調査では人口は12万5055人であった。行政および歴史的な州都はヘイヴァーフォードウェストで、その他にペンブルック、ペンブルック・ドック、ミルフォード・ヘイヴン、フィッシュガード、テンビー、ソンダースフット、ナーバース、ニーランド、ニューポートがある。州西部のセント・デイヴィッズは、イギリス国内最小のシティである。
州最高地点は、Foel Cwmcerwyn(536m)である。州は275kmもの長い海岸線を持ち、重要な海鳥の繁殖地と、数多くの湾と砂質の海岸からなる。海岸の殆ど全てがペンブルックシャー海岸国立公園に含まれている。広大な入り江と天然港はミルフォード・ヘイヴン港として知られ、深く沿岸に切り込み、東クレッダウ川、西クレッダウ川、クレスウェル川、カルー川の合流で形作られた。入り江はネイランドとペンブルック・ドックの間を通るA477道の一部となっているクレッダウ橋によって橋渡しがされた。クレッダウ川上流の次の橋は、ヘイヴァーフォードウェストにかかるカナストン橋である。
ニューポート湾、フィッシュガード湾、セント・ブライズ湾といった主要な湾がある。州沿岸には数多くの小島があり、面積が大きいのはラムジー島、スコマー島、カルデイ島である。
州北部はプレセリ山地で、標高の高いムアが幅広く続き、多くの先史時代の遺跡がある。ここで採れるブルーストーンは、ストーンヘンジの建設に用いられた。
州はどこも似通って平坦であり、土地の殆どが乳牛飼育、セイヨウアブラナといった農作物栽培に用いられている。

## 歴史
1138年、ペンブルックシャーは辺境伯領として初代ペンブルック伯ギルバート・ド・クレア(ノルマン貴族)が設立した。長きに渡って、主として英語話者の多い南部(ウェールズの後方のリトル・イングランドと呼ばれた)と、主としてウェールズ語話者の多い北部(ランドスカーと呼ばれるラインで分けられる)との間で裂かれてきた。
1536年のウェールズ統合法 が、州をハンドレッド(en、行政区画の最小単位)に分割した。ノルマン・コンクエスト以前からあった古い細分はカントレフ(cantref、中世ウェールズの土地分割)の内の一部修正を伴った。1536年のハンドレッドは、キルゲラン、ケマス、ディウィスランド、ルース、カースルマーティン、ナーバース、ダングレディであった。

## 交通
州内の主要な町はバスと鉄道サービスがよく整備されているが、更に田舎では公共交通が僅かか全く無いかである。
ペンブルックシャー内には高速道が通っておらず、最も近い高速道は、ロンドンとサウス・ウェールズを結ぶM4(高速道路)で、ヘイヴァーフォードウェストの74km東にあるカーマーゼンシャーのポント・エイブラハムで終点となる。
セント・クレアスからヘイヴァーフォードウェストへ向かう2車線の車道にされたA40が整備されている。この道路はフィッシュガードにあるフェリー港からの通行で絶え間なく使われ、南下してヘイヴァーフォードウェストへ向かい、セント・クレアスで2車線の車道と出会う。
セント・クレアスからペンブルック・ドックへ走るA477は、長さ39kmで、一部2車線の車道となるのはわずか3.2km程である。この道路はビジネスとペンブルックシャー観光とでひっきり無しに利用されており、近年道路の改善がなされてきた。
クレッダウ橋は、クレッダウ川を越えて北ペンブルックシャーへと南ペンブルックシャーを繋ぐ。
州内には3つの鉄道分線がある。終点はそれぞれ、フィッシュガード、ペンブルック・ドック、ミルフォード・ヘイヴンである。ペンブロルック・ドック線、ミルフォード・ヘイヴン線はそれぞれ一時間に2本あるが、フィッシュガード線は日にわずか2本しかない。

## 産業

### 観光
ペンブルックシャーの主要産業は観光である。テンビーと周辺地域は多くの観光客を惹きつけている。

### 石油と天然ガス
クレッダウ入り江の浅瀬は石油と天然ガス工場、2つの石油精製所、2つの大規模液化天然ガスターミナル、大規模ナショナル・グリッド社交換センターがある。コンバインドサイクル発電所が、1997年に閉鎖され2000年に廃止された旧ペンブルック火力発電所の跡地に建設が申請されている。
ペンブルックシャーにある2つの石油精製所は以下のものである: 
- シェヴロン: 日量21.4万バレル
- Murco: 日量10.8万バレル

液化天然ガスターミナルは川の北岸にあり、ミルフォード・ヘイヴンのちょうど外側では建設中である。そして2008年開業が予定されている。完成しているが議論を呼んでいるパイプラインが、多くの田舎の農場や田園地帯を通り抜けている。液化天然ガスターミナルは、イギリスのおよそ40％を供給する予定である。

### 農業
ペンブルックシャーの穏やかな気候は、特産の新ジャガイモがイギリス国内のどこよりも早く店頭に並ぶことで有名なように、作物の栽培に適している。ジャガイモのような耕地の作物と同様に、乳牛の飼育、羊の飼育、牛肉生産、その他の作物生産(セイヨウアブラナ)が行われている。農業収入の下降が、その他の斬新な農業と観光関連の仕事への多様化を導いた。1,700km²の面積の内、およそ1,260km²(74％)が農業に用いられる。この土地の大部分(60％)は恒久的な草地で、26％に作物が育てられる。
ミルフォード・ヘイヴン周囲ではかつて大規模漁業工場があったが、今は大幅に減り、限られた商業漁業が続けられている。

## 旗
ペンブルックシャーの非公式旗は、青地に黄色の十字を描いたものである。十字の中央は、赤と白のテューダー・ローズののった緑色の五角形がある。バラは4分紋に分けられ、そして市松模様となっている。中と外のバラは交互に赤白の紋となっている。

## 地方自治
1888年地方自治法のもと、選出された州議会は、ペンブルックシャーの四季裁判所の要素を引き継ぐよう始められた。これとペンブルックシャーの行政的州は1972年地方自治法のもとで廃止され、ペンブルックシャーはディヴェドの新たな州の2つの地区を形成した。サウス・ペンブルックシャーとプレセリ・ペンブルックシャーである。分裂は地元当局の要請においてなされた。1996年、1994年地方自治法のもと、ディヴェド州は選挙区の中で解体され、ペンブルックシャーは単体のユニタリーとなった。

## みどころ

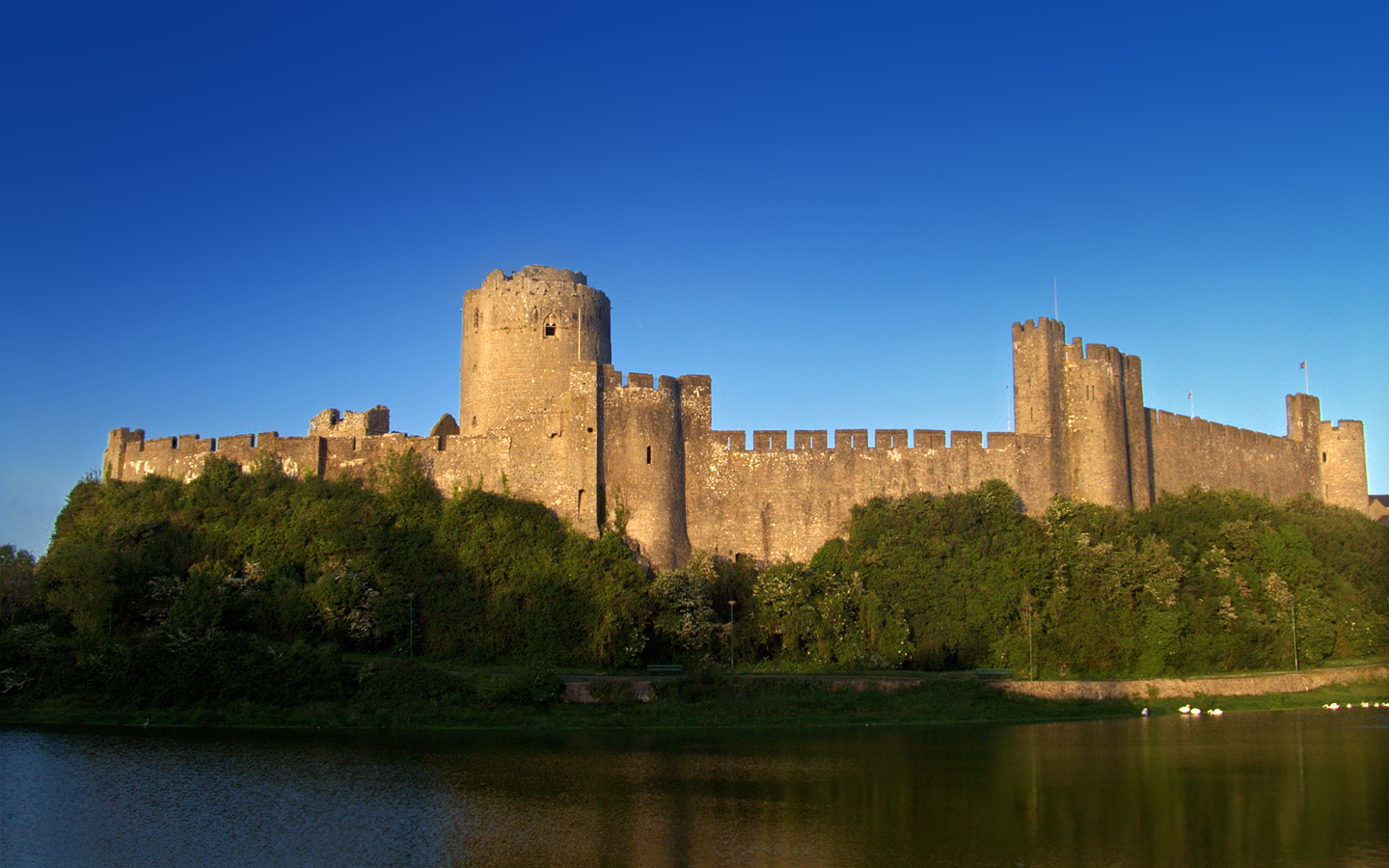
ペンブルック城

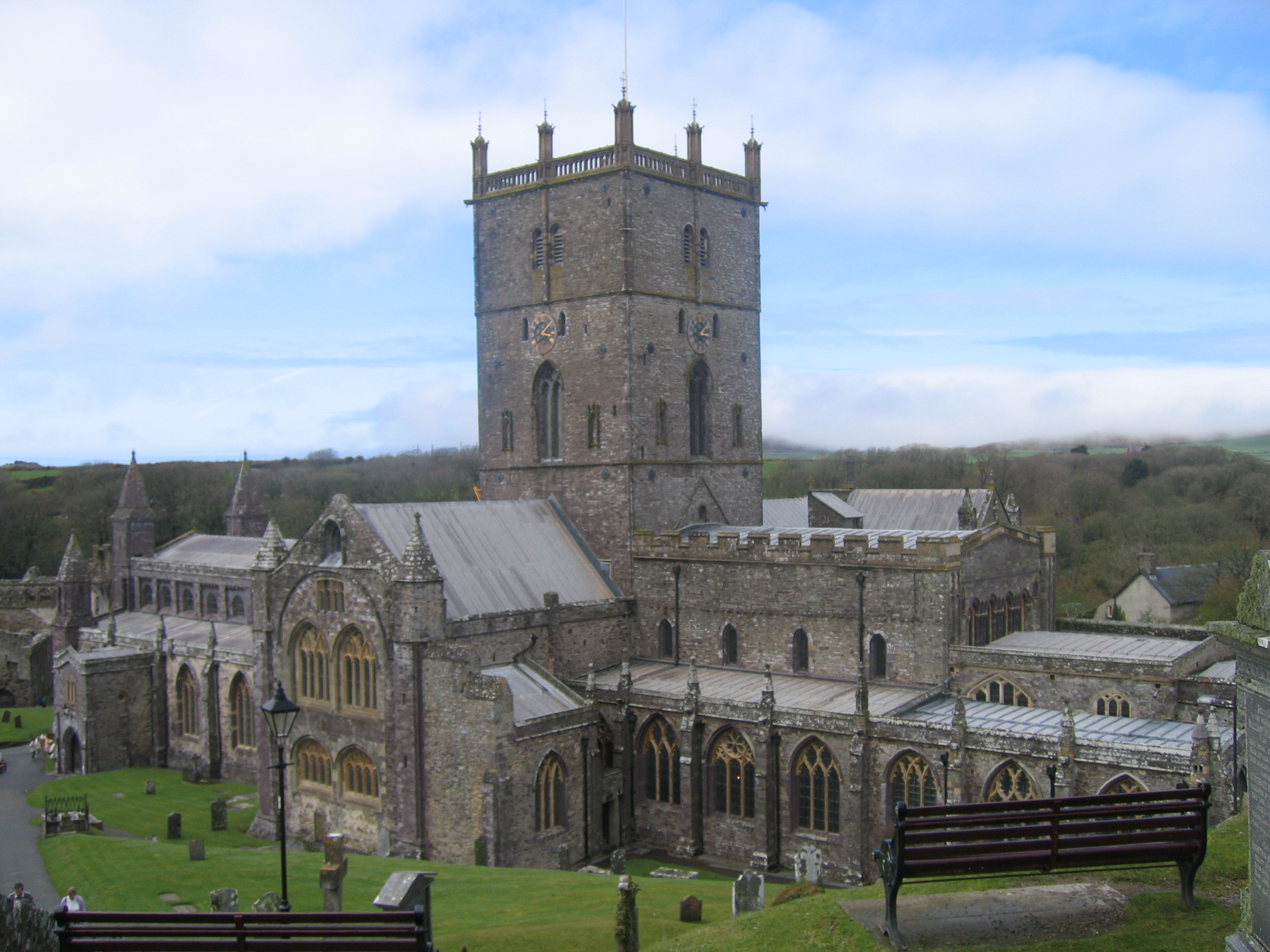
セント・デイヴィッズ大聖堂

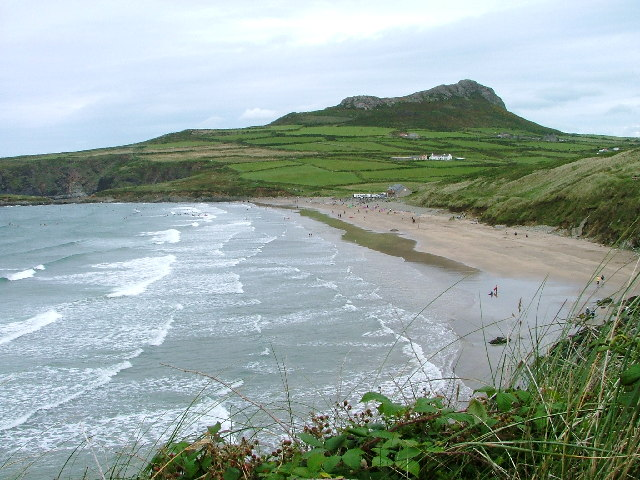
ホワイトサンズ・ベイ

### 地理
- カルデイ島
- グラスホルム島
- プレセリ丘陵
- ラムジー島
- スタックポール・エステート
- セント・キャサリン島 - セント・キャサリン要塞を備える陸繋島

### 史跡
- カルー城
- クレスウェル城
- ヘイヴァーフォードウェスト城
- ペンブルック城
- セント・デイヴィッズ大聖堂
- セント・デイヴィッズ・ヘッド
- ストランブル・ヘッド灯台

### 砂浜
- ホワイトサンズ・ベイ
- ニューゲイル